# Doina Florica Ignat
Doina Florica Ignat (n. 1938 - d. 13 mai 2016) a fost un senator român în legislatura 1992-1996 ales în județul Bihor pe listele partidului PUNR. În cadrul activității sale parlamentare, Doina Florica Ignat a inițiat două propunei legislative și o singură moțiune. 

## Legături externe
- Doina Florica Ignat Arhivat în 22 august 2016, la Wayback Machine. la cdep.ro